# William Strutt
William Strutt (ur. 3 lipca 1825 w Teignmouth, Devon; zm. 3 stycznia 1915 w Wadhurst, Sussex) – angielski malarz i ilustrator.

## Życiorys
William Strutt pochodził z rodziny o artystycznych korzeniach. Był synem Williama Thomasa Strutta (1777–1850), znanego miniaturzysty i jego drugiej żony Mary Ann Price. Jego dziadek, Joseph Strutt (1742–1802), był znanym pisarzem i artystą. William Strutt studiował malarstwo figuratywne i historyczne w Paryżu, w pracowni Michela-Martina Dröllinga, a później w Ecole des Beaux-Arts. W okresie studiów rozwinął swoje zainteresowanie twórczością Rafaela co wpłynęło na jego dzieła. W obliczu załamania z powodu utraty wzroku postanowił odwiedzić Australię. 5 lipca 1850 roku przybył do Melbourne.
W Melbourne znalazł krótkotrwałe zatrudnienie jako ilustrator w ilustrowanym Australian Magazine, publikowanym przez Thomasa Hama. Projektował, grawerował lub litografował znaczki pocztowe, plakaty, mapy, folie i pieczęcie równocześnie poznając historię kolonii. Za namową swojego przyjaciela i patrona Johna Pascoe Fawknera rejestrował ważne wydarzenia z kolejnych lat. Na zamówienie malował również portrety olejne, z których najbardziej znane przedstawiały J.P. Fawknera (założyciela Melbourne), sir Johna O'Shanassy’a (premiera Wiktorii) oraz portret jeździecki sir Edwarda Macarthura (dowódcy wojsk brytyjskich w Australii). Namalował także wiele miniaturowych akwareli przedstawiających Aborygenów, czy członków wiktoriańskiej policji konnej. Jego najbardziej dramatycznym dziełem był „Black Thursday bushfires” upamiętniający tragiczne pożary buszu w Wiktorii w lutym 1851, należący do Biblioteki Stanowej Wiktorii.
2 czerwca 1852 w Melbourne poślubił Sarah Agnes Hague. Wraz z żoną i małą córeczką w lutym 1855 wyjechał do Nowej Zelandii. Tam malował górskie krajobrazy i grupy Maorysów. W lipcu 1856 roku powrócił do Australii, gdzie malował oraz próbował przywrócić zlikwidowane Towarzystwo Sztuk Pięknych, pod zmienioną nazwą Wiktoriańskie Towarzystwo Sztuk Pięknych. 29 stycznia 1862 roku powrócił do Londynu w Wielkiej Brytanii.
Wówczas zajął się malowaniem zwierząt i pod silnym wpływem prerafaelitów, zaczął uważać lwa za największy symbol szlachetności i siły. By zobaczyć dzikie zwierzęta w ich rodzimym środowisku odwiedził Afrykę Północną. W latach 1865–1893 dwadzieścia trzy razy wystawiał swoje dzieła w Royal Academy oraz dwadzieścia siedem razy na Suffolk Street w Londynie. Został wybrany członkiem Royal Society of British Artists.
3 stycznia 1915 roku, w wieku 89 lat zmarł w swoim domu w Wadhurst, Sussex. Z żoną miał syna i trzy córki.

## Obrazy

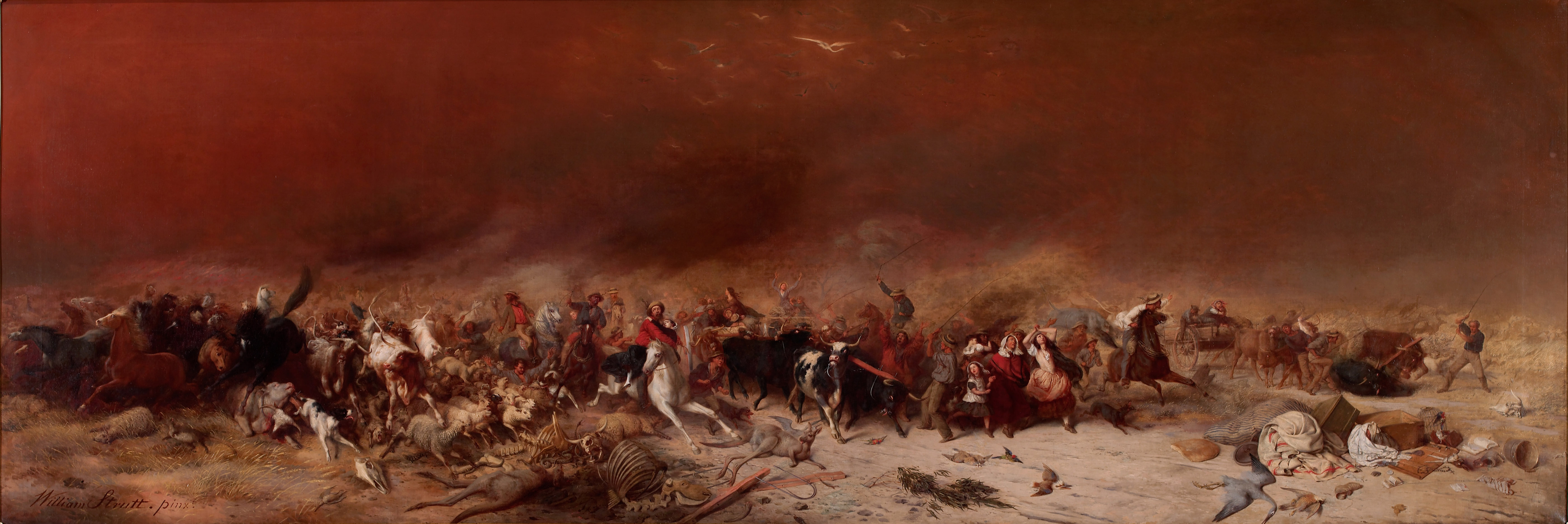
Black Thursday, February 6th. 1851, 1864, State Library of Victoria

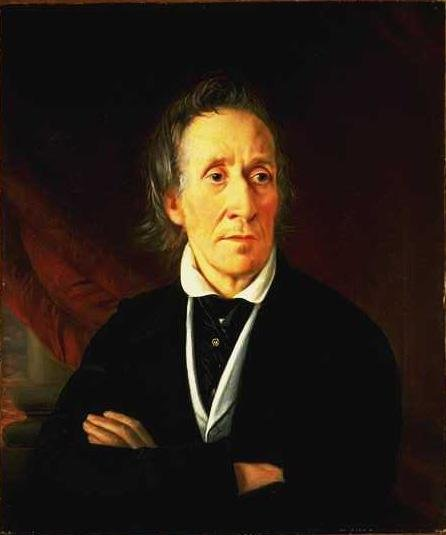
Portret Johna Pascoe Fawknera, 1856, Biblioteka Narodowa Australii
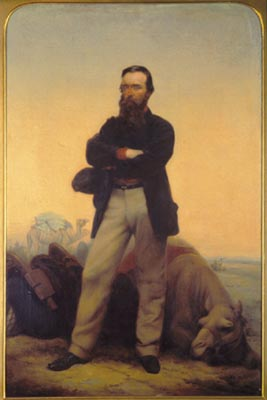
Robert O’Hara Burke, 1861, Biblioteka Narodowa Australii
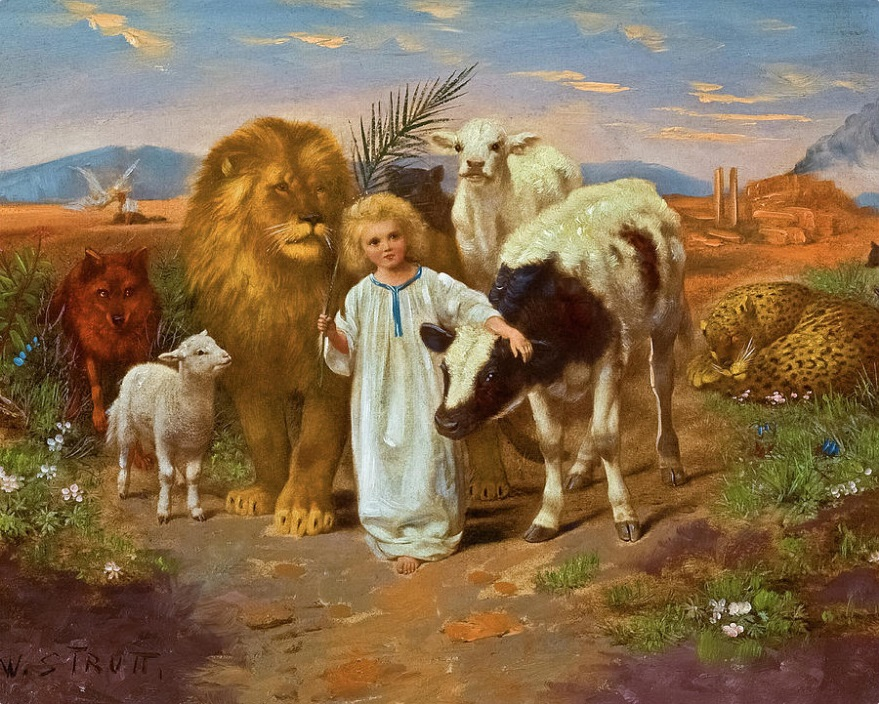
A little child shall lead them, 1896, zbiory prywatne
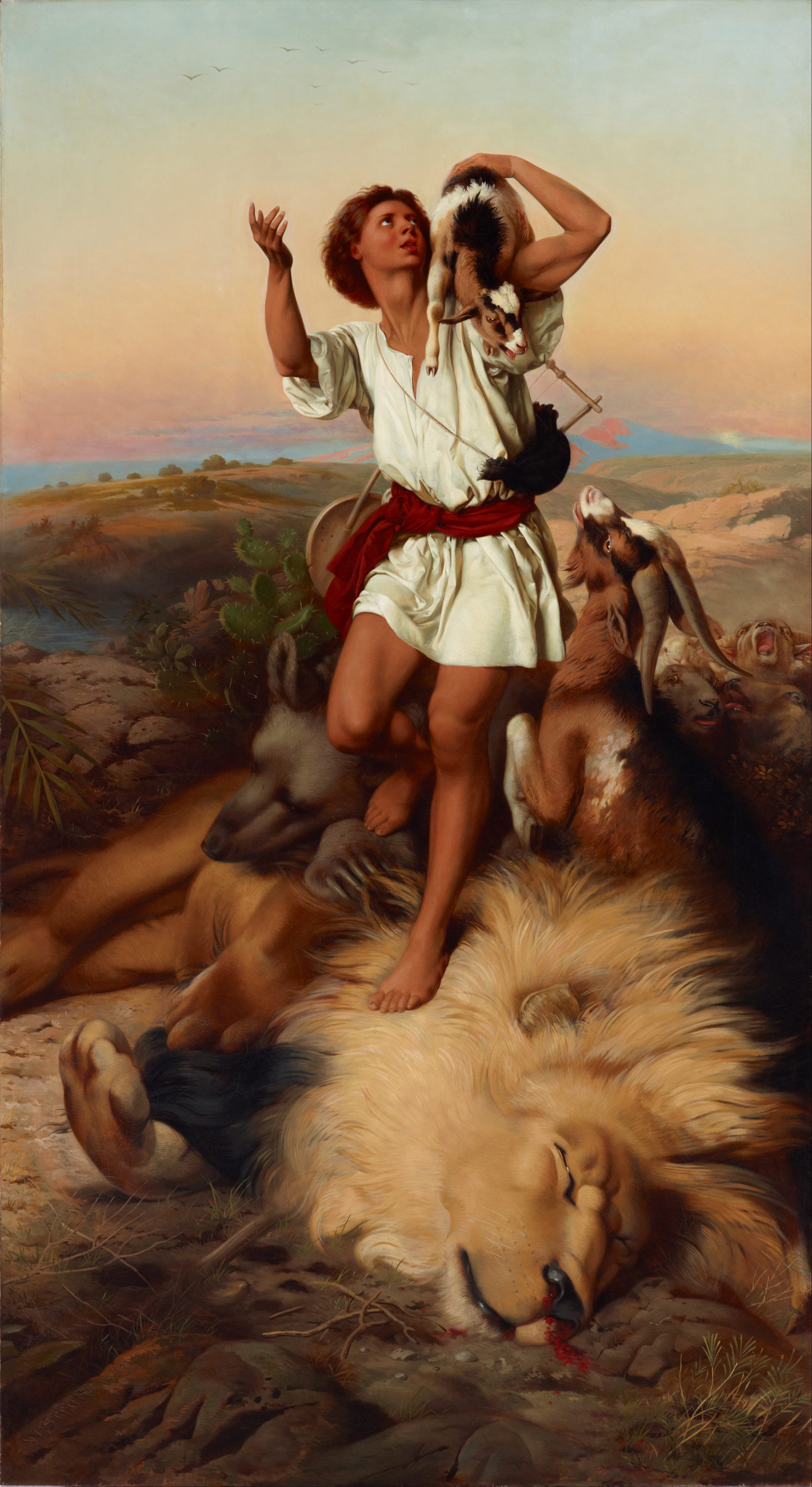
David's first victory, 1868, Art Gallery of New South Wales
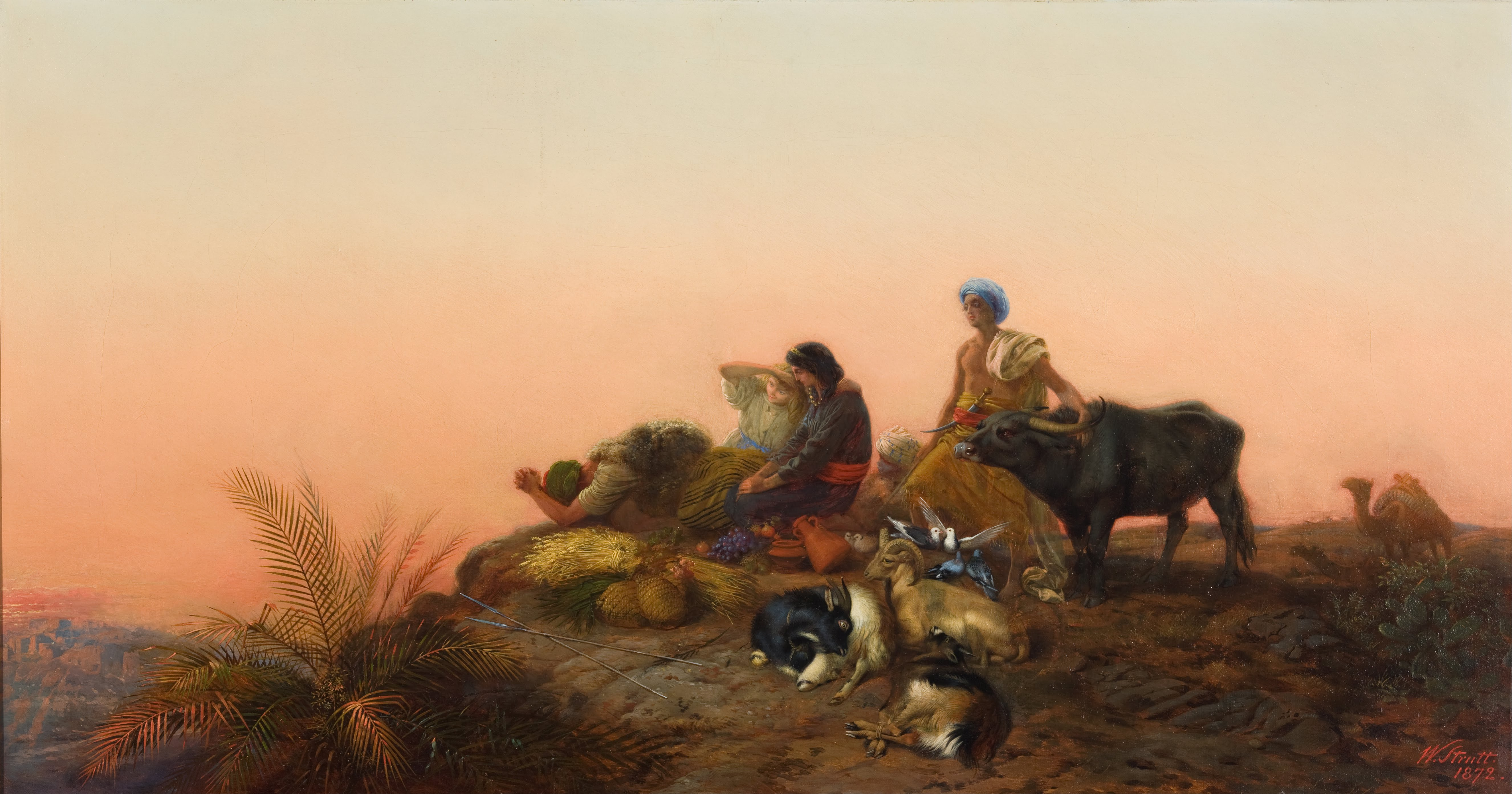
Jerusalem pilgrims, 1872, Art Gallery of South Australia
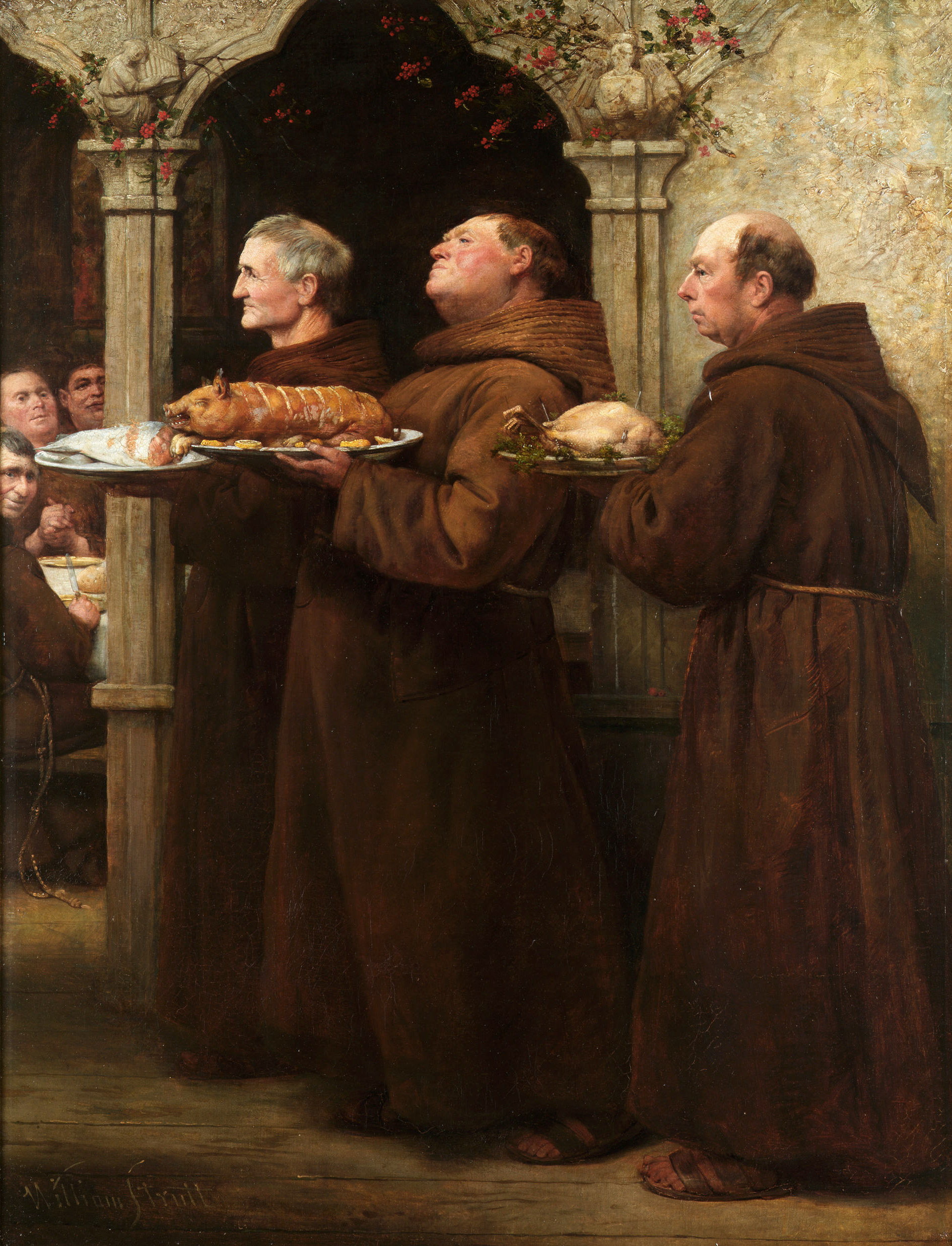
The Prior's Feast, 1915